# Eurüalé
Eurüalé a görög mitológiában egyike a halhatatlan gorgóknak.
A mítosz szerint az óceán (Ókenaosz) partján tanyázott testvéreivel, melyek szintén vad nőstény-szörnyek, réz kezekkel, éles fogakkal, szárnyakkal, haj helyett élő mérgeskígyókkal. Eurüalé neve messze üvöltőt jelent. A testvérei a halhatatlan Sztheinó és a halandó Medusza.
Egy másik történet szerint Eurüalé és Poszeidón gyermeke Orion, a vadász.